# Philippine Span Asia Carrier Corporation
Philippine Span Asia Carrier Corporation, tidigare Sulpicio Lines, är ett filippiniskt rederi som har trafikerat godstransporter och passagerare över hela landet. Rederiet har varit inblandat i flera tillbud. Den 20 december 1987 kolliderade Doña Paz med en oljetanker vilket medförde ca 4 000 döda. Den 18 september 1998 seglade M/S Princess of the Orient in i en tyfon och kapsejsade 12:55 filippinsk tid med 150 döda. Den 21 juni 2008 varade en tyfon i Filippinerna då gick rederiets största passagerarfärja på grund och slog runt med 671 döda.
Till följd av olyckan 2008 har rederiet blivit tvungen att sälja sex av sina färjor och inriktar sig nu temporärt på lasttransporter.
2013-08-16 rammade ett av deras fraktfartyg en passagerarfärja i närheten av Cebu. Minst 56 personer uppges ha avlidit.